# Fontaine-lès-Boulans
Fontaine-lès-Boulans – miejscowość i gmina we Francji, w regionie Hauts-de-France, w departamencie Pas-de-Calais.
Według danych na rok 1990 gminę zamieszkiwało 87 osób, a gęstość zaludnienia wynosiła 15 osób/km² (wśród 1549 gmin regionu Nord-Pas-de-Calais Fontaine-lès-Boulans plasuje się na 1103. miejscu pod względem liczby ludności, natomiast pod względem powierzchni na miejscu 611.).